# قشلاق سیدلر صاحب عیسی‌زاده
قشلاق سیدلر صاحب عیسی زاده یک روستا در ایران است که در استان اردبیل واقع شده‌است.